# San Severo (Wein)
Die Bezeichnung San Severo DOC steht für Rot-, Rosé- und Weißweine aus der Gemeinde San Severo in der süditalienischen Provinz Foggia in der Region Apulien. Teilweise erfolgt deren Ausbau auch als Jungwein (Novello), Perlwein (Frizzante) und Schaumwein (Spumante). Einige der Rotweine dürfen das Prädikat „Riserva“ tragen. Die Weine haben seit 1968 eine geschützte Herkunftsbezeichnung (Denominazione di origine controllata – DOC), deren letzte Aktualisierung am 7. März 2014 veröffentlicht wurde.

## Anbaugebiet
Der Anbau ist innerhalb der Provinz Foggia gestattet in den Gemeinden San Severo und Torremaggiore sowie in Teilen der Gemeinden Castelnuovo della Daunia, Masseria Monachelle, San Paolo di Civitate, Apricena, Lucera, Poggio Imperiale und Lesina.
Im Jahr 2016 wurden von 196 Hektar Rebfläche 19.650 Hektoliter DOC-Wein produziert. Dies war die dritthöchste Produktionsmenge in Apulien nach Primitivo di Manduria und Castel del Monte.

## Erzeugung
Die Appellation San Severo DOC sieht folgende Weintypen und deren Rebsorten vor:
- San Severo Bianco: muss zu mindestens 40–60 % aus der Rebsorte Bombino bianco und 40–60 % aus Trebbiano bianco bestehen. Höchstens 15 % andere weiße Rebsorten, die für den Anbau in der Provinz Foggia zugelassen sind, dürfen zugesetzt werden. Wird auch als Frizzante und Spumante ausgebaut.
- San Severo Rosso und San Severo Rosato: müssen zu mindestens 70 % aus der Rebsorte Montepulciano und höchstens 30 % Sangiovese bestehen. Höchstens 15 % Uva di Troia, Merlot und Malvasia Nera und andere rote Rebsorten, die für den Anbau in der Provinz Foggia zugelassen sind, dürfen zugesetzt werden; Rosso wird auch als Novello und „Riserva“ ausgebaut, Rosato kann auch als Frizzante angeboten werden.
- Unter der Bezeichnung „San Severo …“, gefolgt von der jeweiligen Rebsorte, werden Weine produziert, die zu mindestens 85 % aus der jeweils genannten Rebsorte bestehen müssen. Höchstens 15 % andere analoge Rebsorten, die in der Provinz Foggia zugelassen sind, dürfen zugesetzt werden:
  - San Severo Bombino Bianco, auch als Frizzante und Spumante
  - San Severo Malvasia bianca di Candia
  - San Severo Trebbiano bianco
  - San Severo Falanghina
  - San Severo Merlot, auch als Rosato
  - San Severo Uva di Troia, auch als Rosato und „Riserva“
  - San Severo Sangiovese, auch als Rosato